# 22152 Роббеннет
22152 Роббеннет (22152 Robbennett) — астероїд головного поясу, відкритий 21 листопада 2000 року.
Тіссеранів параметр щодо Юпітера — 3,502.